# قرانيا فلوريدا
قرانيا فلوريدا أو القرانيا الشائعة أو قرانيا كبيرة الزهر أو قرنوس (الاسم العلمي: Cornus florida)، شجرة مُزهرة من فصيلة القرانية. أعطانها الأصلية في شرق أمريكا الشمالية وشمال المكسيك. تمتد من أقصى جنوب ولاية مين الساحلية إلى شمال فلوريدا ومن الغرب إلى نهر المسيسيبي. وزراعتها لزيينة شائعة في المناطق العامة والسكنية.